# Gaios (Bildhauer aus Phrygien)
Gaios (altgriechisch Γάϊος) war ein antiker Bildhauer aus Phrygien, dessen Schaffenszeit um das Jahr 200 angesetzt wird.
Gaios war in der Gegend um das lydische Temenothyrai tätig. Er ist bekannt von einer Inschrift auf einer Votivstele aus Uşak, die Kybele geweiht war. Sie befindet sich heute im Louvre in Paris. Es handelt sich um eine eher unbeholfene, provinzielle Arbeit, die dennoch aufgrund des ikonographischen Reichtums in der Darstellung von religionshistorischer Bedeutung ist. Die Arbeit stand offenbar in stilistischer und formaler Verbindung zu den Arbeiten einer kleinen ländlichen Werkstatt im benachbarten Kadoi in Mysia Abbaitis. Womöglich stammte Gaios aus Kadoi.